# Vélo d’Or
Vélo d’Or (pol. Złoty Rower) – coroczny plebiscyt kolarski. Trofeum przyznawane kolarzowi, który osiągnął najlepsze wyniki w mijającym roku kalendarzowym. Nagroda została ustanowiona w 1992 przez francuski magazyn kolarski Vélo Magazine. Pierwszym zwycięzcą plebiscytu został Miguel Indurain. Najwięcej zwycięstw zanotował Alberto Contador, który został uhonorowany czterokrotnie.
Od 2022 nagroda przyznawana jest również dla najlepszej kolarki.

## Laureaci
| Rok  | 1. miejsce         | 2. miejsce           | 3. miejsce           |
| ---- | ------------------ | -------------------- | -------------------- |
| 1992 | Miguel Indurain    | Tony Rominger        | Claudio Chiappucci   |
| 1993 | Miguel Indurain    | Maurizio Fondriest   | Tony Rominger        |
| 1994 | Tony Rominger      | Miguel Indurain      | Jewgienij Bierzin    |
| 1995 | Laurent Jalabert   | Miguel Indurain      | Abraham Olano        |
| 1996 | Johan Museeuw      | Bjarne Riis          | Alex Zülle           |
| 1997 | Jan Ullrich        | Laurent Jalabert     | Marco Pantani        |
| 1998 | Marco Pantani      | Michele Bartoli      | Lance Armstrong      |
| 1999 | Lance Armstrong    | Jan Ullrich          | Andrei Tchmil        |
| 2000 | Lance Armstrong    | Erik Zabel           | Jan Ullrich          |
| 2001 | Lance Armstrong    | Erik Zabel           | Erik Dekker          |
| 2002 | Mario Cipollini    | Lance Armstrong      | Paolo Bettini        |
| 2003 | Lance Armstrong    | Paolo Bettini        | Aleksandr Winokurow  |
| 2004 | Lance Armstrong    | Damiano Cunego       | Óscar Freire         |
| 2005 | Tom Boonen         | Lance Armstrong      | Danilo Di Luca       |
| 2006 | Paolo Bettini      | Alejandro Valverde   | Fabian Cancellara    |
| 2007 | Alberto Contador   | Fabian Cancellara    | Paolo Bettini        |
| 2008 | Alberto Contador   | Fabian Cancellara    | Carlos Sastre        |
| 2009 | Alberto Contador   | Mark Cavendish       | Fabian Cancellara    |
| 2010 | Fabian Cancellara  | Alberto Contador     | Andy Schleck         |
| 2011 | Philippe Gilbert   | Cadel Evans          | Mark Cavendish       |
| 2012 | Bradley Wiggins    | Tom Boonen           | Joaquim Rodríguez    |
| 2013 | Chris Froome       | Vincenzo Nibali      | Peter Sagan          |
| 2014 | Alberto Contador   | Vincenzo Nibali      | Alejandro Valverde   |
| 2015 | Chris Froome       | Peter Sagan          | Fabio Aru            |
| 2016 | Peter Sagan        | Chris Froome         | Nairo Quintana       |
| 2017 | Chris Froome       | Tom Dumoulin         | Peter Sagan          |
| 2018 | Alejandro Valverde | Geraint Thomas       | Julian Alaphilippe   |
| 2019 | Julian Alaphilippe | Egan Bernal          | Primož Roglič        |
| 2020 | Primož Roglič      | Tadej Pogačar        | Wout van Aert        |
| 2021 | Tadej Pogačar      | Primož Roglič        | Wout van Aert        |
| 2022 | Remco Evenepoel    | Wout van Aert        | Tadej Pogačar        |
| 2023 | Jonas Vingegaard   | Mathieu van der Poel | Tadej Pogačar        |
| 2024 | Tadej Pogačar      | Remco Evenepoel      | Mathieu van der Poel |

## Laureatki
| Rok  | 1. miejsce           | 2. miejsce     | 3. miejsce             |
| ---- | -------------------- | -------------- | ---------------------- |
| 2022 | Annemiek van Vleuten | Lotte Kopecky  | Pauline Ferrand-Prévot |
| 2023 | Demi Vollering       | Lotte Kopecky  | Annemiek van Vleuten   |
| 2024 | Lotte Kopecky        | Demi Vollering | Katarzyna Niewiadoma   |